# Caju
Wanderson de Jesus Martins
Wanderson de Jesus Martins dit Caju, est un footballeur brésilien né le 17 juillet 1995 à Irecê dans l'État de Bahia. Il évolue au poste de défenseur à l'Aris Limassol.

## Biographie
Avec l'équipe du Brésil, il participe à la Coupe du monde des moins de 20 ans 2015 organisée en Nouvelle-Zélande. Lors du mondial, il joue trois matchs. Le Brésil atteint la finale de la compétition, en étant battu par la Serbie lors de l'ultime match.

## Statistiques
| Saison                | Club                  | Championnat           | Championnat | Championnat | Coupe(s) nationale(s) | Coupe(s) nationale(s) | Compétition(s) continentale(s) | Compétition(s) continentale(s) | Compétition(s) continentale(s) | Ligue régionale | Ligue régionale | Total | Total |
| Saison                | Club                  | Division              | M.          | B.          | M.                    | B.                    | Comp.                          | M.                             | B.                             | M.              | B.              | M.    | B.    |
| 2014                  | Santos FC             | Série A               | 11          | 0           | 2                     | 0                     | -                              | -                              | -                              | -               | -               | 13    | 0     |
| 2015                  | Santos FC             | Série A               | 4           | 0           | 1                     | 0                     | -                              | -                              | -                              | -               | -               | 5     | 0     |
| 2016                  | Santos FC             | Série A               | 11          | 0           | 5                     | 0                     | -                              | -                              | -                              | 2               | 0               | 18    | 0     |
| 2017                  | Santos FC             | Série A               | 1           | 0           | 1                     | 0                     | -                              | -                              | -                              | -               | -               | 2     | 0     |
| Sous-total            | Sous-total            | Sous-total            | 27          | 0           | 9                     | 0                     | -                              | -                              | -                              | 2               | 0               | 38    | 0     |
| Total sur la carrière | Total sur la carrière | Total sur la carrière | 27          | 0           | 9                     | 0                     | -                              | -                              | -                              | 2               | 0               | 38    | 0     |

## Palmarès

### En sélection
- Finaliste de la Coupe du monde des moins de 20 ans 2015 avec l'équipe du Brésil U20

### En club
- Vainqueur du Campeonato Paulista en 2015 avec le Santos FC